# 普鲁内托
普鲁内托（義大利語：Prunetto），是意大利库内奥省的一个市镇。总面积14平方公里，人口483人，人口密度34.5人/平方公里（2009年）。ISTAT代码为004178。